# Hugo Cerisier
Pour les articles homonymes, voir Cerisier (homonymie).
Pas d'image ? Cliquez ici

a Compétitions nationales et continentales officielles uniquement.

Dernière mise à jour le 7 juin 2024.
Hugo Cerisier, né le 8 juillet 1998, est un joueur français de rugby à XV évoluant principalement au poste de demi d'ouverture.

## Biographie
Originaire de Périgueux, Hugo Cerisier grandit dès l'âge de 4 ans avec Julien Dechavanne, son aîné alors âgé de 11 ans et demi-frère par l'union du père de Julien et de la mère de Hugo. Il est formé à la pratique du rugby à XV au sein de l'école de rugby du CA Périgueux. À l'issue de la saison 2014-2015, il est sacré champion de France des comités en catégorie Taddéi « B -17 » avec la sélection du Périgord Agenais.
Alors que Julien se destine à une carrière de sapeur-pompier professionnel et quitte la Dordogne pour intégrer les juniors de l'Union sportive dacquoise dans les Landes, Hugo le rejoint quelques années plus tard, sa formation en métiers de l'eau étant proposée parmi les brevets de technicien supérieur du lycée Borda de Dax. Une fois son déménagement acté, il passe des tests concluants avec les espoirs de l'US Dax, qu'il rejoint ainsi en 2016,
Alors que le club rouge et blanc est relégué au niveau amateur, Hugo Cerisier est intégré à l'effectif de l'équipe première, où évolue déjà son demi-frère sous contrat professionnel. Il joue son premier match contre le club périgordin de l'US Bergerac auprès de Julien ; il inscrit à cette occasion un essai,. Alors que l'US Dax s'apprête à disputer l'édition inaugurale de la nouvelle division Nationale, Cerisier fait toujours partie de l'effectif dacquois : il connaît alors sa première titularisation à domicile, lors de l'absence de l'ouvreur usuel Felipe Berchesi. Il est appelé à un rythme régulier sur les feuilles de match à partir de la saison 2021-2022, à l'issue de laquelle il prolonge son contrat pour deux années. Lors de la saison 2022-2023, il évolue une dernière année auprès de son demi-frère, ce dernier ayant décidé de mettre un terme à sa carrière professionnelle à l'issue de cette dernière ; cette possibilité d'encore se côtoyer sur le terrain fait partie des raisons ayant conduit Dechavanne à prolonger son contrat une ultime fois. Cerisier fait partie cette saison des cadres de l'équipe, participant à la remontée de l'US Dax en Pro D2, ainsi qu'à la finale concédée contre le Valence Romans DR ; il prolonge son contrat actuel d'une année supplémentaire, soit jusqu'en 2025. Il dispute alors les premiers matchs professionnels de sa carrière. Dans le cadre du roulement des compositions d'équipe et des remplacements tactiques en cours de match, Cerisier évolue quelques fois au poste d'arrière, notamment en fin de rencontre. Au terme de cette saison 2023-2024, son contrat en cours est remanié avec l'ajout de deux années supplémentaires, liant alors le joueur et le club jusqu'en 2027.

## Palmarès
- Championnat de France de Nationale :
  - Vice-champion : 2023 avec l'US Dax.